# Scotophilus dinganii
Scotophilus dinganii (Smith, 1833) è un pipistrello della famiglia dei Vespertilionidi diffuso nell'Africa subsahariana.

## Descrizione

### Dimensioni
Pipistrello di medie dimensioni, con la lunghezza totale tra 120 e 155 mm, la lunghezza dell'avambraccio tra 47 e 60 mm, la lunghezza della coda tra 46 e 65 mm, la lunghezza del piede tra 10 e 14 mm, la lunghezza delle orecchie tra 11 e 14 mm e un peso fino a 36 g.

### Aspetto
La pelliccia è corta, liscia, soffice e lucida. Il corpo è robusto, la testa è grande. Le parti dorsali sono bruno-verdastre, bruno-grigiastre o bruno-rossastre, mentre le parti ventrali sono giallo pallido o arancioni. Gli individui della parte sud-occidentale dell'areale hanno il ventre bianco. Il muso è corto e largo, dovuto alla presenza di due masse ghiandolari sui lati. Gli occhi sono piccoli. Le orecchie sono corte, ben separate tra loro, con il margine interno fortemente convesso e quello posteriore quasi diritto. Il trago è lungo, affusolato e con la punta arrotondata.  Le membrane alari sono semi-trasparenti e marroni scure. La punta della lunga coda si estende leggermente oltre l'ampio uropatagio. Il cariotipo è 2n=36 FNa=52, mentre è FNa=50 nella popolazione della Somalia.

### Ecolocazione
Emette ultrasuoni ad alta intensità sotto forma di impulsi a frequenza quasi costante di 28–35 kHz. Questa configurazione è adatta alla predazione negli spazi aperti.

## Biologia

### Comportamento
Si rifugia singolarmente o in gruppi fino a 20 individui all'interno di cavità degli alberi, nidi d'uccelli, crepe sui muri di edifici e sotto i tetti di capanne. Preferisce una posizione orizzontale o in pendenza durante il riposo, più raramente in verticale. Tollera temperature elevate. Il volo è veloce, agile e scarsamente manovrato. L'attività predatoria inizia subito dopo il tramonto e avviene anche con la pioggia battente.

### Alimentazione
Si nutre di insetti, particolarmente coleotteri e in misura minore emitteri, ortotteri e lepidotteri, catturati in volo sopra spazi aperti o vicino a luci artificiali..

### Riproduzione
Danno alla luce 2, talvolta 3, piccoli alla volta all'anno a novembre e dicembre e vengono allattati fino a novembre o dicembre. Femmine gravide sono state catturate in Uganda tra febbraio e marzo, mentre alcuni giovani sono stati osservati nel mese di maggio. In Kenya le nascite sono state osservate a novembre, marzo ed aprile.

## Distribuzione e habitat
Questa specie è diffusa nell'Africa subsahariana, dal Gambia a Gibuti ad est e alla Namibia e il Sudafrica a sud, eccetto gran parte dell'Africa centrale e sud-occidentale.
Vive nelle savane alberate, boscaglie, foreste pluviali, ripariali, costiere e montane. È molto abbondante nelle fattorie e nelle zone suburbane.

## Tassonomia
Alcuni esemplari catturati in Ghana e nel Kenya precedentemente identificati con questa forma sono stati recentemente trasferiti nelle nuove specie S.livingstonii e S.trujilloi.

## Conservazione
La IUCN Red List, considerato il vasto areale e la popolazione presumibilmente numerosa, classifica S.dinganii come specie a rischio minimo (Least Concern)).